# 시베리아 기단
시베리아 기단(Siberian High, Siberian Anticyclone, 러시아어: Азиатский антициклон)은 대륙성 한대 기단으로, 시베리아의 넓은 지역에서 발달한다. 시베리아 기단은 대륙성 고기압으로 나타나기 때문에 시베리아 고기압이라고도 한다. 발원 지역은 대부분 눈이나 얼음으로 뒤덮여 있기 때문에 방사 냉각이 강하다. 그렇기 때문에 기온은 낮고, 습도도 매우 낮다. 또한 대기 하층에 눈에 띄는 역전이 가능하다. 겨울철에 한반도는 거의 이 기단에 덮이게 된다. 여름철에 시베리아대륙에서 한대 기단이 생성되는 것은 시베리아 북부 지역뿐이고, 한대 기단의 성질을 가진 채로 한반도까지 남하해 오는 일은 거의 없다.

## 같이 보기
- 북태평양 기단
- 양쯔강 기단
- 오호츠크해 기단
- 적도 기단